# 超合体魔術ロボ ギンガイザー
『超合体魔術ロボ ギンガイザー』（ちょうがったいまじゅつロボ ギンガイザー）は、1977年4月9日から10月22日まで、朝日放送で毎週土曜19:00 - 19:30（JST）に全26話が放送された、日本アニメーション・葦プロダクション制作のロボットアニメ。

## あらすじ
地の底より蘇った残忍なサゾリオン帝国は、地上を悪魔の大地と化すため、失われたエネルギー供給装置「アンターレス大魔玉」を求めて日本各地を荒らしまわった。しかし、いにしえの昔に彼らと戦ったプラズマン一族の生き残りゴードーは、これを予見して魔術に優れる白銀ゴローほか4名の若者を集め、マジカルコマンドー隊を編成・出撃させた。サゾリオンの繰り出す強大な「蘇生獣」に対抗し、ゴローたち4人が操る超メカニックロボット団、通称「ギンガイザー」が敢然と立ち向かう。

## 概要
冒頭からゴローが視聴者に語り掛けたりするメタフィクションの場面を絡めたり、ゴローがミチをからかって張り倒されるといったコメディタッチなシーンもあるが、シリアスなストーリー展開となるエピソードも多い。
前企画『ブロッカー軍団IVマシーンブラスター』と同じく、日本アニメーションの「預かり」という立場で、葦プロダクションが実制作を受け持った。第1話の主人公の初登場シーンでの特徴的な演出や、第26話でのいささか中途半端とも思えるファイヤークラッシャーの演出について、山本弘が雑誌ゲームクエストと山本のウェブサイトで紹介している。
2009年3月27日には、未放映の2話を含めた全28話を収録したDVD-BOXが発売された。なお、2018年2月14日に日本コロムビアより発売された『超合体魔術ロボ ギンガイザー オリジナル・サウンドトラック』に封入のブックレットには「放送が予定されていた話数は不明」と、28話分より更に制作予定があったことを思わせる記述がある。

## 登場キャラクター
担当声優（主にザゾリオン帝国側や田中ナレーター）は毎回のゲストキャラも兼任しているが、EDでは珍しくクレジットされている。

### 超常魔術団
古代の地球に現れたプラズマン族の末裔、ゴードー博士によって結成された防衛チーム。アンターレス大魔玉をサゾリオン帝国より早く手に入れ、地球を守ることが使命である。サーカス付きの移動遊園地に擬装している。第1話では、ゴードーの台詞で「マジカルコマンド」と称された。ゴローたちチームメンバーは、ゴードーに引き取られた孤児である。第2話ではゴードーとゴローとミチの13年前の事故に絡む話がある。敬礼コードは「ウィッサー！」（「We」＋「Yes, sir」の合成）。
第2話でゴローとミチに移動した大魔玉の探査を兼ねた日本全国の巡回旅行が命じられた際、トラジローと三太は修行不足を理由にマジカルベースに居残りを指示された。それゆえに「超常魔術団」の実働メンバーはゴローとミチのみであり、2人は第3話から全国巡回の旅に出ることになる。
白銀ゴロー（しろがね ゴロー）
声 - 井上和彦（タイトルコールも兼任）
ギンガイザーチームのリーダーで、銀河号の操縦士&グランファイターのパイロット。髪を短く刈っている。ミチと共に銀河号でアンターレス大魔玉を探しつつ、行く先々でマジックショーを行う。二枚目だがドジな所もある。美女にはメチャクチャ弱い。
戦闘服の色は白。ベルトのバックルに付けられたマークはスペード。
秋津ミチ（あきつ ミチ）
声 - 古賀ひとみ
ギンガイザーチームの紅一点で、銀河号の副操縦士&アローウイングのパイロット。通称「ミッチー」。ゴローのアシスタントを務めつつ、一緒に旅をする。ショートヘアの勝ち気な女性で、時としてゴローを思い切り張り倒すこともある。私服は赤いシャツ・青のミニスカート・薄紫色のパンティストッキングとパンプス。第1話での初登場では、ゴローのマジックショーをアシスタントする時のコスチュームである、シルクハットを被っての青いバニーガール姿で登場した。また当初の遊園地の場内アナウンスも彼女である。
戦闘服の色はピンク。マークはハート。戦闘服はミニスカート、ノースリーブとなっている。
設定資料での仮名は「秋津ユリ」である。これは当時スタジオぬえに在籍していたスタッフの本名であり、のち同社によって制作された『ダーティペア』のユリのモデルにもなっている。
唯一度切りだがサロメの洗脳を受け、チームと敵対した事がある。
ゴローとミチは13年前にサゾリオン帝国復活の際の実験に伴う飛行機事故の生存者で、ゴードー博士に救出された際にテレポート耐性を見出された事が判明している。
南三太（みなみ さんた）
声 - 丸山裕子
ギンガイザーチームのメンバーで、マジックUFO&スピンランサーのパイロット。メンバーの中では最年少で、関西弁を喋る。小柄で素早い。普段はトラジローと共に、本拠地「マジカルベース」がカモフラージュしている遊園地の整備と遊戯設備（遊具）の操作、インストラクターなどを担当しているが、博士の目を盗んで、2人で出動する事が多い。トラジローとペアでコメディリリーフを務め、EDでもトラジローと共に唯一生身で登場している。私服はガクランと下駄。
戦闘服の色は青。マークはダイヤ。
荒波トラジロー（あらなみ トラジロー）
声 - 西村知道
ギンガイザーチームのメンバーで、ジャンボコースター&ブルゲイターのパイロット。巨漢で、力自慢だが優しい。彼も、普段は遊園地の整備と遊戯設備（遊具）の操作、インストラクターなどを担当している。常に吊りズボンを履いている。三太共々コメディリリーフの立場であり、またEDでは唯一二人だけが生身で登場している。
戦闘服の色は緑。マークはクラブ。
ゴードー博士
声 - 小林清志
ギンガイザーメカとマジカルベースを造った科学者。実はプラズマン族の生き残りで、サゾリオンのアンターレス探しを予知して、ゴローに超能力魔力を教え、メカを造って備えていた。

### サゾリオン帝国
プラズマン族と共に古代の地球に現れ、アンターレス大魔玉を作りながらも、地殻変動によって地底に押し込められた、サゾリオン族の末裔が造り上げた暗黒組織。失われた大魔玉を見つけ、その力で、地球を征服しようと企んでいる。最終回で、ギンガイザーの真の強さを見て、地球征服を諦め、宇宙へ去った。
最大の戦力は蘇生獣で、これは地球の動物（稀に、SLなどの無生物）に、大魔玉の負のエネルギー「サゾリカオス」を融合させる事で、一気に怪獣に変貌させた物である。なお第2話では太陽光でこの融合変化を解除されたように、強い本能で支配から逃れた場合もある。
帝王カインダーク
声 - 森功至
サゾリオン帝国の若き帝王にして、首領。世界征服のため、アンターレス大魔玉を狙っている。常に仮面を被っている。第3話でその姿を表した。
第一話などEDで「カインダーフ」と誤記されていた時期があった。
大僧正ネクローマ
声 - 緒方賢一
帝王の側近。「サゾリカオス」を発生させ、蘇生獣を造ることが出来る。
将軍ガバーラ
声 - 徳丸完
帝国の大幹部。専用機に乗り、前線で直接、指揮を取る。左手がサソリの鋏状なのが特徴。
カインダーク同様、EDテロップが第一話等で「将軍ガードラ」になっている場合がある。
あまりにも作戦ミスが多く、マジカルコマンド側からも呆れられており、ゴローからは「バカガバーラ」「バカーラ」などとよばれ、即座に「バカとはなんだ！バカとは！」と反駁している。
女占師サロメ
声 - 有馬瑞子
帝国の女幹部。妖しげな能力を秘めている。

### その他
ナレーター
声 - 田中崇

## 登場メカ
マジカルコマンド側のメカは後述の戦闘メカ計4機を所有している。第1話と第2話ではマジカルベースからマジカルテレポートで現場に転送されていた為に、パイロットにテレポート中の負担が掛かるシーンが登場している。
平時はグランファイターとアローウイング基部は合体し「銀河号」なるトレーラーとして活動している。この為に銀河号には短時間乍飛行能力が与えられており、アローウイングの主翼を展開して飛行形態に変形する。
グランファイター
魔術団のトレーラー「銀河号」が変形した巨大ロボット。身長50メートル、重量500トン。
- 武器
  - マジックカード - 両手首からトランプ（スペードのエース）が飛び出す。
  - マジックリング - 両手からリング状のレーザーを発生させ、敵の動きを止める。
  - マジックミサイル - 腰から発射されるミサイル。
  - マジックハンマー - 両手を合掌した状態から開くことで、光と共に実体化する鎖付きのハンマー。
  - マジックソード - 両手を合掌した状態から開くことで、光と共に実体化する両刃の剣。「マジックサーベル」と呼称されたこともある。
  - マジックレーザー - 胸のスペードマークから発射されるスペード型光線。
  - マジックアーム - 肘から先の腕を発射する、いわゆるロケットパンチ。
  - アームファイヤー - 肘から先の腕が無い状態で、腕の中から放射される火炎。
  - マジックランサー - 六角垂型のパーツを底面同士で合体させて完成する槍。

ブルゲイター
遊園地の乗り物「ジャンボコースター」の前部（機関車輌部）が変形した巨大ロボット。最もパワーがある。身長30メートル、重量150トン。第2話で飛行形態を披露している。
- 武器
  - トゲボール - 胸の装甲が開き、射出されるトゲ付きの鉄球。
  - トゲバット - トゲボールから変形する、バット状の手持ち武器。命名者は、スタジオぬえの高千穂遥。
  - マジックファイヤー - 胸から放射される火炎。

スピンランサー
遊園地の乗り物「マジックUFO」が変形した巨大ロボット。搭乗者が子供ということもあり、攻撃が全く敵に通用しないコメディリリーフ的役回り。機動性に秀でる。身長30メートル、重量100トン。
- 武器
  - マジックスピン - UFO形態となり、回転しながら体当たりする。
  - マジックレーザー - 胸のV字から発射されるレーザー（でたらめな軌道で発射される）。
  - アタッチメント - 三太が製作した、オプション兵器。全身に装備するが反動が強すぎて、まともに当たらず、一斉発射すると自爆し、操縦席が高熱に包まれる（または反動で、全部外れてしまう）。
  - マジックアーム - 手首から先を発射する、いわゆるロケットパンチ。

アローウィング
グランファイター、ブルゲイター、スピンランサーが変形した際に分離した余剰部品が合体して完成する、支援戦闘機。
- 武器
  - ミサイル - 単なるミサイル。
  - ハートカッター - 垂直尾翼から発射されるハート状の斬撃弾。

ギンガイザー
グランファイター、ブルゲイター、スピンランサー、アローウイングが、ゴロー達四人の「ブローアップ ギンガイザー!」の掛け声で合体した形態。そのまま敵に突撃する「超常スマッシュ」が必殺技。
グランファイターの上半身と箱型の下半身を持ち、左手に剣（マジックサーベル）を握り、右腕に回転ノコギリ（マジックバズソー）を装着した姿。3パターンの形態がある。
第8話では「超常スマッシュ サーベルアタック」や「超常スマッシュ 十文字斬り」を使用した。
最終回では「超常スマッシュ」形態で、全身が炎に包まれながら突撃する新必殺技「ファイヤークラッシャー」で、敵を殲滅した。
未放映の25話と、放送された28話（最終回）では、各メカの変形シーンが完全な新規作画で描かれた。
マジカルベース
ギンガイザーチームの本拠地。普段は遊園地「マジカルランド」にカモフラージュしており、コーヒーカップのアトラクション場が観音開きして、マジックUFO（スピンランサー）が出撃。ジェットコースターのレールを伝わって、ジャンボコースター（ブルゲイター）が出撃する。中央司令塔の最上部には銀河号（グランファイター&アローウイング）が収納されており、第1話と第2話では司令室からのシューターで戦闘服姿に変身した、ゴローとミチが「レッツ テレポート!」のコールでコクピットに転送し、そのまま変形して出撃した。この際に各人の出撃シーンが描かれている。
なお「レッツ テレポート!」のコールは、行った場所でも行われる。
蘇生獣
大僧正ネクローマの妖術で、絶滅種の生物を怪獣化した生体兵器。前述の通り、強い本能で術が解け元に戻る事もある。後半はほとんど術が解けずに蘇生獣化した生物は止むを得ず倒される事も多くなった。
小型円盤
サゾリオンの兵士たちが操る、所謂やられメカ。蘇生獣の援護が主。
司令船
ガバーラらが乗り前線に赴く。サソリの形をしている。
新司令船
昆虫の形をしたロケット状の青い司令船。

## スタッフ
- 総監督 - 案納正美
- シリーズ構成 - 八田礼
- キャラクターデザイン - 内海勇夫、高橋資祐
- メカニックデザイン - スタジオぬえ（宮武一貴）、デザインオフィスメカマン（大河原邦男）
- 作画監督 - 田中保
- 美術監督 - 新井寅雄
- 編集 - 相原義彰
- 録音ディレクター - 本田保則
- 音楽 - 横山菁児
- プロデューサー - 小野哲生
- 制作協力 - 葦プロダクション
- 制作 - 日本アニメーション、朝日放送

## 主題歌
オープニング・テーマ - 「超常スマッシュ! ギンガイザー」
作詞 - 保富康午 / 作曲・編曲 - 横山菁児 / 歌 - ささきいさお & 東京荒川少年少女合唱隊 / レーベル - 日本コロムビア
エンディング・テーマ - 「さがしにいかないか」
作詞 - 保富康午 / 作曲・編曲 - 横山菁児 / 歌 - ささきいさお & 東京荒川少年少女合唱隊 / レーベル - 日本コロムビア

## 放送リスト
| 話数 | 放送日        | サブタイトル                           | 脚本     | 演出     | 蘇生獣             | 次回予告担当 |
| ---- | ------------- | -------------------------------------- | -------- | -------- | ------------------ | ------------ |
| 1    | 1977年 4月9日 | 出動だ! ギンガイザー                   | 山本優   | 八尋旭   | コプラザウルス     | ゴロ―        |
| 2    | 4月16日       | サゾリオン帝国の野望                   | 山本優   | 安濃高志 | ウツボーラ         | ゴロ―        |
| 3    | 4月23日       | 出た! 富士のヌメーラ                   | 山本優   | 秦泉寺博 | ヌメーラ           | ゴロ―        |
| 4    | 4月30日       | 蘇った古代シャチ                       | 関藤一   | 挟間遊   | シャチキング       | ゴロ―        |
| 5    | 5月7日        | 岩石魔獣ヤシャガンタ                   | 山本優   | 大貫信夫 | ヤシャガンタ       | ミチ         |
| 6    | 5月14日       | 双頭の古代象ナウマー                   | 吉川惣司 | 八尋旭   | ナウマー           | ゴロ―        |
| 7    | 5月21日       | 古代海亀タートンの叫び                 | 新井光   | 挟間遊   | タートン           | ゴロ―        |
| 8    | 5月28日       | あがれ! ケンカ凧                       | 山本優   | 真下耕一 | ダブラマグラ       | ミチ         |
| 9    | 6月4日        | 海獣メトリオの牙                       | 関藤一   | 安濃高志 | メトリオガイザー   | ゴロ―        |
| 10   | 6月18日       | 呪いの変幻魔獣                         | 山本優   | 八尋旭   | ヘンゲーラ         | ミチ         |
| 11   | 6月25日       | ガマルス炎熱地獄                       | 山本優   | 鷹野大   | ガマルス           | ゴロ―        |
| 12   | 7月2日        | 恐山の決闘                             | 吉川惣司 | 安濃高志 | ドカーネ           | ゴロ―        |
| 13   | 7月9日        | SOS! マンモスタンカー                  | 新井光   | 安濃高志 | クラゲーラ         | ミチ         |
| 14   | 7月16日       | 恐怖の古代熊グリズラー                 | 山本優   | 八尋旭   | グリズラー         | 三太         |
| 15   | 7月23日       | ミイラ怪人古都に出現!                  | 関藤一   | 鷹野大   | カラステンガー     | ゴロ―        |
| 16   | 7月30日       | 怪鳥ウガーダ必殺ピック!                | 山本優   | 安濃高志 | ウガーダ           | ミチ         |
| 17   | 8月13日       | 金色の蘇生獣! イーグロン               | 合戸陽   | 安濃高志 | イーグロン         | カインダーク |
| 18   | 8月20日       | 決戦! 蘇生獣の墓場                     | 山本優   | 八尋旭   | 再生蘇生獣軍団     | ミチ         |
| 19   | 8月27日       | 磯あらし! 原生貝獣                     | 山本優   | 鷹野大   | アンモガイザー     | ゴロ―        |
| 20   | 9月3日        | あばれ猛牛一番星!                      | 合戸陽   | 安濃高志 | ギューギラス       | ゴロ―        |
| 21   | 9月10日       | 急襲! ゲモラの谷                       | 五武冬史 | 八尋旭   | ゲモラ             | ミチ         |
| 22   | 9月17日       | 謎の炎海流!                            | 山本優   | 安濃高志 | ダゴラス           | ゴロ―        |
| 23   | 10月1日       | 大ザル山の紋次郎!                      | 関藤一   | 八尋旭   | エテカントローガー | ゴロ―        |
| 24   | 10月8日       | 恐怖のSL爆弾!                          | 八田朗   | 西本健一 | スチーマー         | ゴロ―        |
| 25   | 未放映        | イノシシ谷㊙作戦!                      | 合戸陽   | 安濃高志 | イノグラガス       | 三太         |
| 26   | 未放映        | 戦え三太! 母恋し                       | 八田朗   | 西本健一 | パンダロン         | ゴロ―        |
| 27   | 10月15日      | 捨て身のファイヤークラッシャー（前編） | 八田朗   | 八尋旭   |                    | ゴロ―        |
| 28   | 10月22日      | 捨て身のファイヤークラッシャー（後編） | 八田朗   | 八尋旭   | グモラガモラ       | （なし）     |

- 次回予告の締めの定形台詞は、担当者によって異なる。
  - ゴローの時は主に「見てくれよ！」だが、末期には「見てくれよな！」となる時もあった。
  - ミチの時は主に「見てね！」だが、第5話では「見てよね！」、第8話では「みんな、見てね！」、第21話では「見てよね！」に変わった。
  - 三太は、第14話では「見てな！」、第25話では「ぜひ見てや！」だった。唯一担当したカインダークの時は「いざ！」。

## 放送局
- 朝日放送（制作局）：土曜 19:00 - 19:30
- 北海道テレビ：土曜 19:00 - 19:30[11]
- 青森放送：火曜 17:00 - 17:30[12]
- 山形放送：金曜 17:00 - 17:30（1977年9月まで）→ 金曜 17:30 - 18:00（1977年10月から）[13]
- 東日本放送：土曜 19:00 - 19:30[14]
- 新潟放送：火曜 17:30 - 18:00[15]
- テレビ朝日：土曜 19:00 - 19:30
- 富山テレビ：木曜 16:45 - 17:15[16]
- 北陸放送：火曜 17:00 - 17:30[17]
- 名古屋テレビ：土曜 19:00 - 19:30
- 静岡放送：土曜 17:00 - 17:30[18]
- 日本海テレビ：金曜 17:10 - 17:35[19]
- 瀬戸内海放送：土曜 19:00 - 19:30[20]
- 広島ホームテレビ：土曜 19:00 - 19:30[20]
- テレビ愛媛：火曜 17:55 - 18:25[21]
- テレビ高知：木曜 17:15 - 17:45[22]
- 九州朝日放送：土曜 19:00 - 19:30[23]
- テレビ宮崎：水曜 17:55 - 18:25[24]

## メカデザイン
スタジオぬえのデザインしたロボットは非常に緻密で線が多かったため、決定稿では大幅に線が省略されたデザインに変更された。これを知ったぬえ側は“容認出来ない”として番組のクレジットから名前を外すように強く申し入れた。
また、宮武一貴はこの冊子の中で、ブルゲイターの武器「トゲバット」がお気に入りデザインであることを恥じらいながら告白している。武器の命名は高千穂遥による。

## 玩具
玩具メーカーのタケミから、「ミニ合体合金シリーズ」、「スタンダードシリーズ」、「デラックス合体合金シリーズ」のビッガー合金と、乗用玩具の「ビッグロボ グランファイター」が発売された。
ミニ合体合金シリーズの説明書の裏面には「きみも超常スマッシュBUILD UP作戦にJOINTせよ!」のキャッチコピーで、ギンガイザーに合体させるには「ミニ合体合金 スピンランサー」、「デラックス合体合金 ブルゲイター」、「超デラックス合体合金 グランファイター」の3体が必要であると記されているが、「デラックス合体合金 ブルゲイター」「超デラックス合体合金 グランファイター」は現物が確認されていない。
2008年、レイニング･ルーニーから、ギンガイザーに合体できる合金玩具が発表された。発売は当初の予定（2009年夏頃）を大幅に遅延し、2010年5月になった（通信販売のみ）。本商品がギンガイザー形態に合体できる初の玩具ということになる。ソフトビニール製のビッグロボ グランファイターも発売された。

## パロディ
2014年6月に1話1分の短編ウェブアニメ『超合体銀座ロボ ギンガイザー』が、ニコニコ動画で公開された。2頭身化したギンガイザーが『銀座』を狙うカインダークとゆるく戦うというもの。

### スタッフ
- アニメ・声 - にじたろう
- 企画・制作 - 日本アニメディア・シンクロ・神南

### 各話リスト
| 話数  | サブタイトル          |
| ----- | --------------------- |
| その1 | カインダークの野望    |
| その2 | ギンガイザー初出動!   |
| その3 | 必殺! 超常スマッシュ! |
| その4 | パトさんの香り        |
| その5 | 最後はカミ頼み?       |

## ゲームアプリ
超合体魔術ロボ ギンガイザー バトルオンライン
2015年5月にリリースされた。開発元はPRODIGY。